# Malgachinsula anosibeella
Malgachinsula anosibeella is een vlinder uit de familie snuitmotten (Pyralidae). De wetenschappelijke naam van deze soort is voor het eerst geldig gepubliceerd in 1982 door Roesler.
De soort komt voor in tropisch Afrika.